# ابن ابی صادق
ابوالقاسم عبدالرحمن بن علی بن ابی صادق نیشابوری (۹۹۵–۱۰۷۷) پزشک و فیلسوف ایرانی و برجسته‌ترین شاگرد ابوعلی سینا و شارح آثار بقراط و جالینوس، از نیشابور بود.
اسماعیل جرجانی مطالعات او را با راهنمایی خود ابن ابی صادق تکمیل کرد. وی دربارهٔ مسائل پزشکی حنین بن اسحاق یادداشت و تفسیری نوشته است. امروزه نسخه‌های زیادی از کتاب‌های وی موجود می‌باشند.

## نام و لقب
ابوالقاسم عبدالرحمن بن ابی صادق النیشابوری ملقب به بقراط ثانی.

## آثار
- شرح فصول بقراط: مهم‌ترین اثر، در ۴۶۰ قمری /۱۰۶۸ میلادی نوشته شده و فرّ الشّروح هم نامیده می‌شود.[۵]
- شرح تقدّمة المعروفة بقراط: در مبادی دانش پزشکی.[۶]
- شرح منافع الاعضای جالینوس: در مورد علم تشریح.[۷]
- شرح مسائل حُنین بن اسحاق: ابن ابی صادق دو شرح مفصل بر این کتاب که در سوالات آن از حنین بن اسحاق است، نوشته‌است.
- جواب ایرادهای محمد زکریای رازی بر جالینوس[۸]
- تاریخ کبیر.
- نخبة العلاج[۹]
- رسالهٔ الادویة و الاطعمة المقتبسه من الاحادیث المکرمه.[۱۰]